# Ilhéu Bom Bom
Ne doit pas être confondu avec Bombom.
L'ilhéu Bom Bom (en français : « îlot Bom Bom ») est l'une des plus petites îles de l'archipel qui constitue Sao Tomé-et-Principe, dans le golfe de Guinée. Il est situé au nord de l'île de Principe.

## Géographie

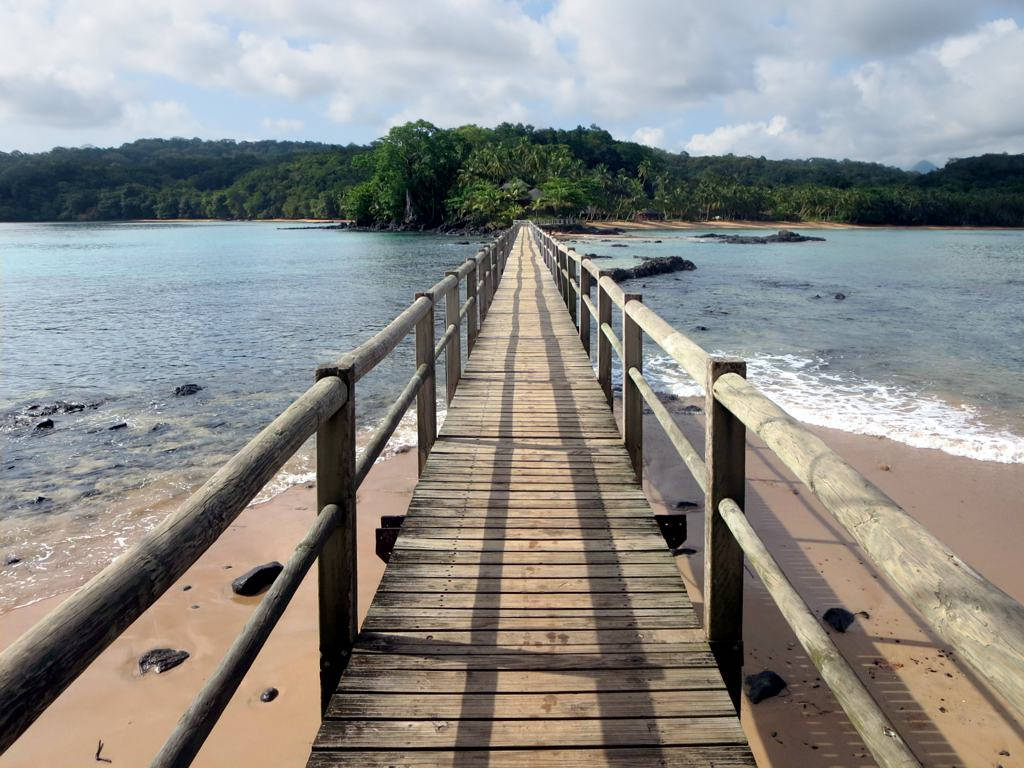
Passerelle reliant les deux îles.

L'îlot forme un prolongement de Principe, île à laquelle il est relié par une langue de sable, doublée par une passerelle en bois. L'autre extrémité est plus abrupte, souvent battue par les vagues.
Densément arboré, Bom-Bom culmine à 59 m.

## Phare

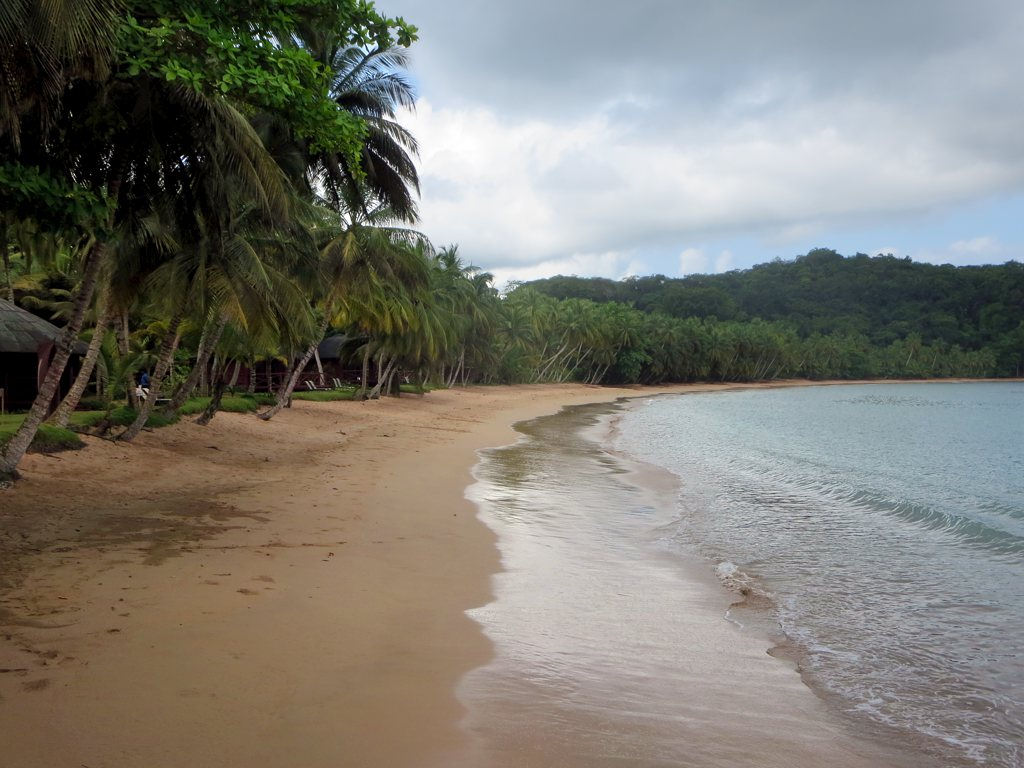
Plage bordée de cocotiers.

Le phare actuel a été construit en 1997.

## Tourisme
Le milliardaire sud-africain Mark Shuttleworth, séduit par Principe dans les années 2000, a décidé d'y développer un tourisme responsable. L'îlot de Bom Bom figure en bonne place dans ce projet qui a vu un hôtel créé il y a une trentaine d'années par un Allemand fortuné transformé en un « resort paradisiaque ».

## Environnement
Avec les autres îlots, Bom Bom fait partie de la réserve de biosphère de l'île de Principe, définie par l'UNESCO en 2012.